# Вазаский переулок
Ваза́ский переулок — переулок в Приморском районе Санкт-Петербурга, проходит от набережной Чёрной речки до Белоостровской улицы.

## История

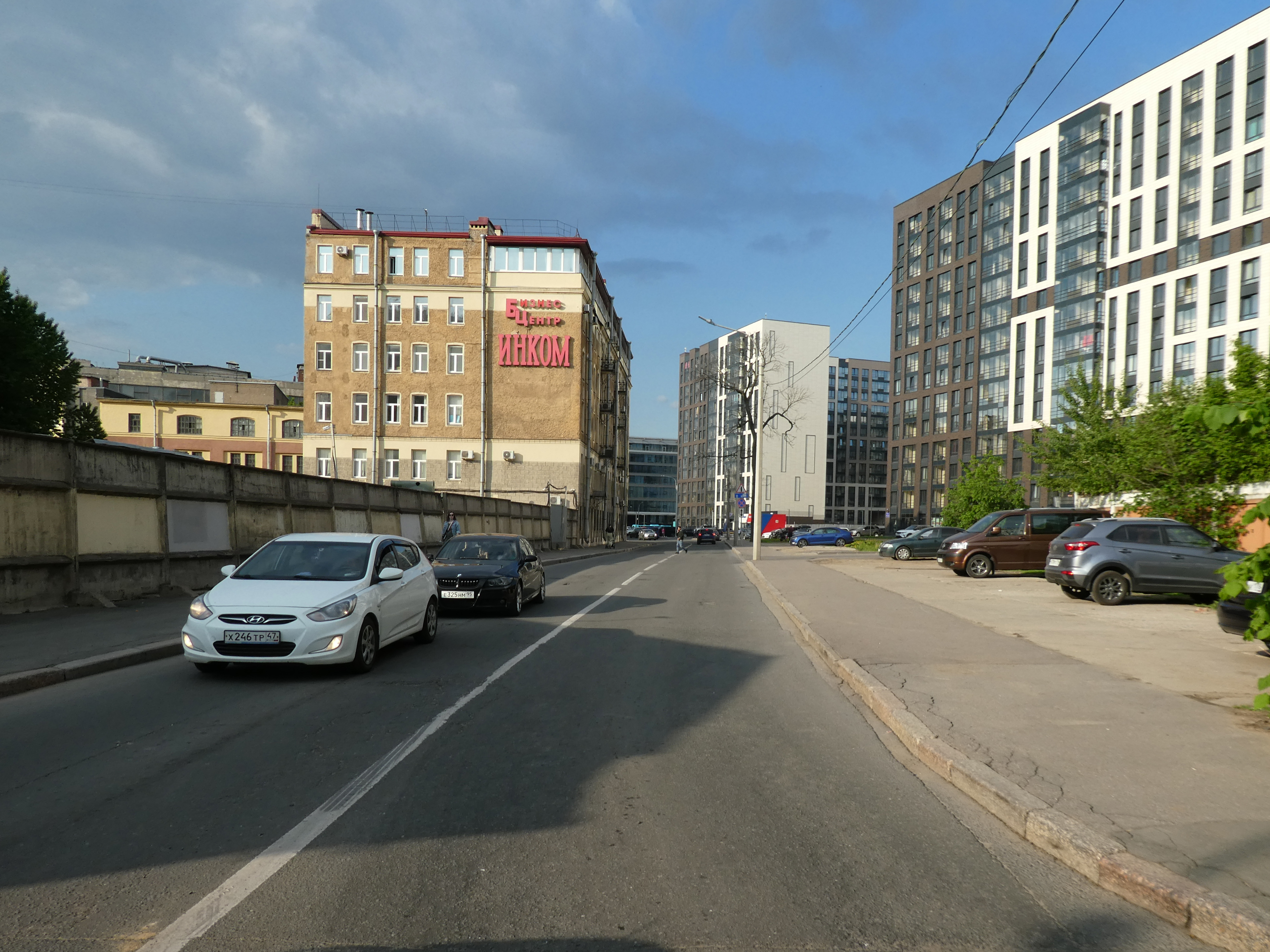
Вид от набережной Чёрной речки

Существует с середины XIX века, до 1887 года назывался Нейшлотский переулок, по названию финского города Нейшлот (ныне Савонлинна), затем получил наименование Вазасский, по финскому городу Ваза (ныне Вааса). С 1910-х годов на картах употребляется написание Вазаский.
До 1952 года переулок доходил только до Головинской (ныне Лисичанской) улицы, затем он был продолжен до Белоостровской улицы, включив в себя часть Головинской.
Город Ваза основан в 1606 году шведским королём Карлом IX и назван по королевской династии, правившей в Швеции в 1523—1654 годах и Польше в 1587—1668 годах.

## Пересечения
- набережная Чёрной речки
- Лисичанская улица
- Белоостровская улица